# Гродзицкий, Павел
Павел Гродзицкий (пол. Paweł Grodzicki; ? - 1645, Львов) — военачальник XVII века, польский шляхтич, генерал коронной артиллерии Речи Посполитой (лат. generalis artileriae magister) (1637-1646), известный военный инженер и архитектор.

## Биография
Обучался военному делу в Германии, Франции, Голландии. Особое внимание Павел Гродзицкий уделял артиллерии. Теоретические знания совершенствовал, участвуя в войнах Речи Посполитой с Османской империей, Крымским ханством и шведами.
Был комендантом крепости Кодак.
В 1637 король Владислав IV Ваза назначил Гродзицкого генералом коронной артиллерии Речи Посполитой, подчинив ему все польские арсеналы, места хранения ядер, пороха и литья пушек. В функции новоназначенного генерала входило обеспечение армии и арсеналов орудиями, порохом, амуницией, организация средств для транспортировки пушек, а также подготовка и обучение артиллеристов.
Известный фортификатор и архитектор генерал Павел Гродзицкий занялся постройкой и реконструкцией целого рядя военных сооружений Речи Посполитой. По его планам были реконструированы устаревшие и возведены новые арсеналы в Кракове, Баре, Мальборке, фортификационные сооружения монастыря в Межириче. По поручению Владислава IV в 1638-1643 годах им был спроектирован и полность перестроен столичный арсенал в Варшаве.
По мнению ряда историков, он занимался также реконструкцией фортификаций замка в Свирже.
Последние годы своей жизни Гродзицкий жил во Львове, был городским комендантом. Во Львове в 1639 им были построены королевский арсенал и арсенал для магнатов Сенявских. Эти сооружения стали опорными пунктами во внешнем кольце укреплений города.
Умер здесь же и был похоронен в часовне Матери Божьей Ченстоховской Латинского собора.